# Cathorops goeldii
Cathorops goeldii es una especie extinta de pez que vivió en Surámerica hace aproximadamente 23 millones de años en el Mioceno temprano, su registro fue encontrado en la Formación Paribas de Brasil. El registro fósil de esta especie, es el más antiguo de este género y anterior a la diversificación de este género que posiblemente se generó en el Plioceno temprano.

## Descripción
Cathorops goeldii se puede reconocer mediante la combinación de los siguientes caracteres: el escudo cefálico es fuertemente granulado, paralelo al surco medial y el proceso posterior parieto-supraoccipital es corto a mediano, casi tan estrecho en su base como en su parte posterior.

## Etimología
La especie lleva su nombre en honor a Emilio Goeldi, zoólogo suizo e investigador de las ciencias naturales del Amazonas.